# Eleocharis diandra
Eleocharis diandra là loài thực vật có hoa trong họ Cói. Loài này được C.Wright mô tả khoa học đầu tiên năm 1883.